# المنصورة (قطيفة)
المنصورة قرية سوريّة تتبع إداريّاً لمحافظة ريف دمشق منطقة القطيفة ناحية جيرود، بلغ تعداد سكانها 878 نسمة حسب التعداد السكاني لعام 2004.